# Orlandivo
Orlandivo Honório de Souza (Itajaí, 5 de agosto de 1937 - Rio de Janeiro, 8 de fevereiro de 2017) foi um percussionista, cantor e compositor brasileiro.

## Biografia
Mudou-se para o Rio de Janeiro com sua família aos 9 anos de idade. Ainda lá, ao atingir a maioridade, começou sua carreira com suas primeiras composições em parceria de Paulo Silvino. 
No início dos anos 1960, atuou como crooner do conjunto de Ed Lincoln, em 1962, gravou na Musidisc as músicas "Samba no Japão", Amor quadradinho" e "Vai devagarinho", parcerias com Roberto Jorge e "Brincando de samba", parceria com Celso Murilo. Gravou seu primeiro LP, intitulado A chave do sucesso, cuja faixa título remete à sua personalíssima maneira de se utilizar de um chaveiro como instrumento de percussão. Ainda no mesmo ano, teve o samba "Tamanco no samba", parceria com Helton Menezes gravado por Célia Reis na Philips e por Waldir Calmon e sua orquestra na Copacabana.
Em 1963, Sônia Delfino gravou "Bolinha de sabão", parceria com Adilson Azevedo. 
Em 1965, gravou o LP Samba em paralelo, e escreveu algumas canções sob o pseudônimo de D'Orlan. Destacou-se com as gravações de "Tamanco no samba", com Helton Meneses, "Saudade em seu lugar", com Roberto Jorge e "Bolinha de sabão", com Adilson Azevedo.
Em 1966, teve as músicas "O ganso" e "O amor que eu guardei", parcerias com Ed Lincoln gravadas por Ed Lincoln e seu conjunto, participou, ainda, da trilha sonora de diversos filmes, nos quais trabalhou também como ator.
Na televisão, atuou nos programas Alô brotos, Aérton Perlingeiro show e Chico Anísio show, na TV Tupi, e Balança mas não cai e Faça humor, não faça a guerra, na TV Globo, bem como integrou a equipe de produção musical de festivais de música de carnaval e festivais universitários (TV Tupi) e do programa Som livre exportação (TV Globo). No cinema, atuou nos filmes Eu Transo...Ela Transa de 1972 de Pedro Camargo e Como nos livrar do saco de 1973, dirigido por César Ladeira Filho.
Suas canções foram interpretadas por diversos artistas como Ed Lincoln, Golden Boys, Conjunto Farroupilha, Humberto Garin, Wilson Simonal, Cauby Peixoto, Ângela Maria, João Donato, Sônia Delfino, Trio Esperança, Dóris Monteiro, Claudette Soares, Jorge Ben, Elza Soares, Celso Murilo e Luís Carlos Vinhas, entre outros, além dos conjuntos instrumentais de Astor Silva, Maestro Zacaria, Waldir Calmon, Carlos Monteiro de Souza, Moacir Silva, Walter Wanderley, Carl Tjader, Fats Elpídio, Velhinhos Transviados e Tamba 4, entre outros.  Em 1974, compôs com  Arnaud Rodrigues a música "Vou bater pra tu", gravada pela dupla humorística Baiano e os Novos Caetanos formada por Chico Anysio e Arnaud Rodrigues, no programa Chico City. Essa música foi sucesso até na Europa. Em 1976, lançou o LP Orlan Divo, com arranjos de João Donato. Fundou a banda de bailes Ipanema Dance, integrada por 12 músicos.
Em 2006, lançou pela Deckdisc o álbum Sambaflex, produzido por Henrique Cazes, no qual interpretou clássicos de sua carreira.

## Discografia
- 1961 - Samba Toff/Amor Vai e Vem/Vem Pro Samba/Dias de Verão - Musidisc (EP)
- 1962 - Samba no Japão/Amor Quadradinho - Musidisc (78)
- 1962 - Vai Devagarinho/Brincando de Samba - Musidisc (78)
- 1962 - A Chave do Sucesso - Musidisc (LP)
- 1964 - Orlan Divo - Musidisc (LP)
- 1965 - Samba em Paralelo - Musidisc (LP)
- 1976 - Orlan Divo - Copacabana (LP)
- 2006 - Sambaflex - DeckDisc (CD)

## Participações como músico
- Ed Lincoln - Ed Lincoln (1968 - LP Savoya); De Savoya Combo (1969 - LP Savoya)
- Eumir Deodato - Catedráticos 73/Skyscrapers [1973 - LP Equipe(BRA)/CTI (EUA)]
- Jaime Alem e Nair Cândia - Jaime & Nair (1974 - LP CID)
- Edson Frederico - Edson Frederico e A Transa (1975 - LP RCA)
- Emílio Santiago - Emílio Santiago (1975 - LP/CD CID)
- Odair Cabeça de Poeta & Grupo Capote - O Forró Vai Ser Doutor (1975 - LP CID)
- Maria Aparecida Martins - Aparecida (1975 - LP CID); Foram 17 Anos (1976 - LP CID); 13 de Maio (1979 - LP RCA)
- Zé Carlos - Vamos Nessa (1977 - LP CID)